# Heinäkari (ö i Birkaland)
Heinäkari är en halvö i Finland. Den ligger i sjön Majajärvi och i kommunen Parkano i den ekonomiska regionen  Nordvästra Birkalands ekonomiska region  och landskapet Birkaland, i den sydvästra delen av landet, 240 km nordväst om huvudstaden Helsingfors.